# Rue Titon
La rue Titon est une voie du 11e arrondissement de Paris, en France.

## Situation et accès
La rue Titon est une voie publique située dans le 11e arrondissement de Paris. Elle débute au 33, rue de Montreuil et se termine au 34, rue Chanzy. 

## Origine du nom

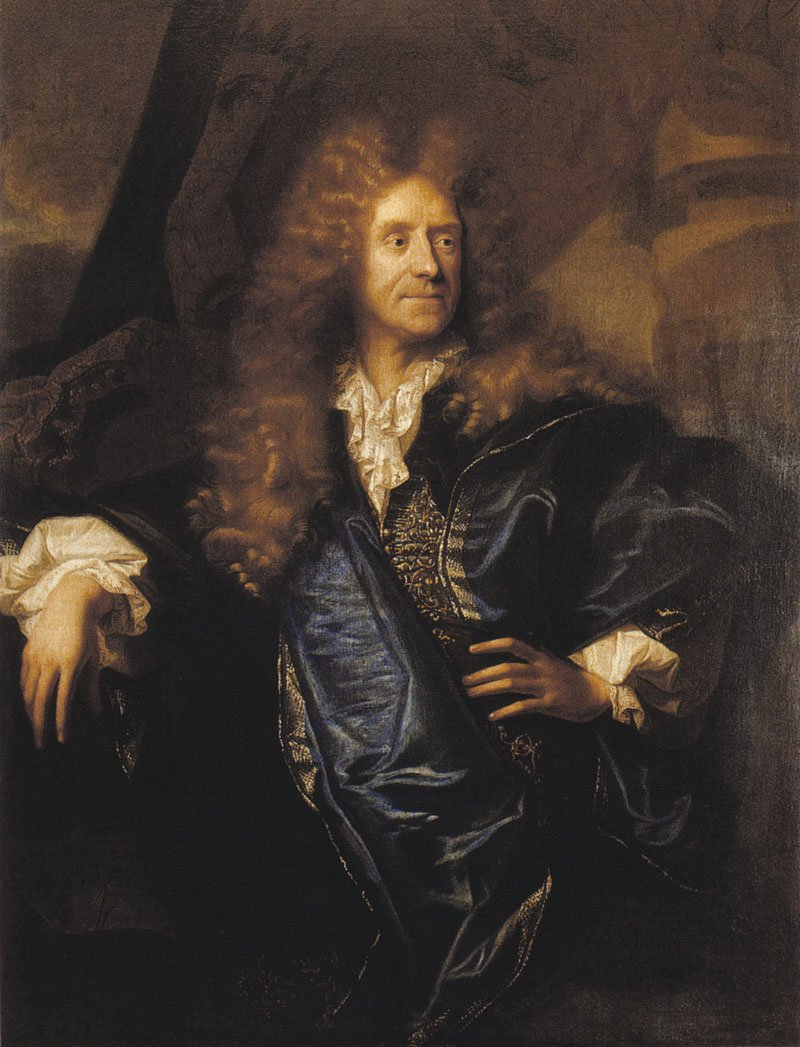
Maximilien Titon.

Elle porte le nom de Maximilien Titon (1632-1711), directeur général des manufactures et magasins royaux d'armes.

## Historique
Cette rue est classée dans la voirie de Paris par décret du 17 février 1885, sous le nom de « rue de la Folie-Titon », à cause d'une maison de campagne qu'on appelait alors la « folie » et qui appartenait à Maximilien Titon.
Le tronçon de la rue Titon qui aboutissait boulevard Voltaire a été dénommé « rue Chanzy » par arrêté préfectoral du 18 avril 1900.

## Bâtiments remarquables et lieux de mémoire
- No 4 : foyer de l'Association des étudiants protestants de Paris (AEPP), siège de la Fédération française des associations chrétiennes d'étudiants[1].
- Nos 11, 13 et 15 : bien après la destruction de la Folie Titon s'élevèrent à son emplacement de nouveaux immeubles industriels. Les cours des nos 11, 13 et 15 abritent les bâtiments des anciennes fabriques, à cinq étages, dont certaines charpentes de bois présentent des points de renforts métalliques ornés de têtes de lion. Cet ensemble est également visible du jardin de la Folie-Titon.
- No 20 : église luthérienne du Bon-Secours, membre de l'Église protestante unie de France, avec pignon sur rue de style néo-byzantin . Remarquable voûte en pin d'Amérique du Nord, travail d'ébénistes immigrés alsaciens et allemands installés dans le faubourg. Une  verrière en croix traverse cette voûte.

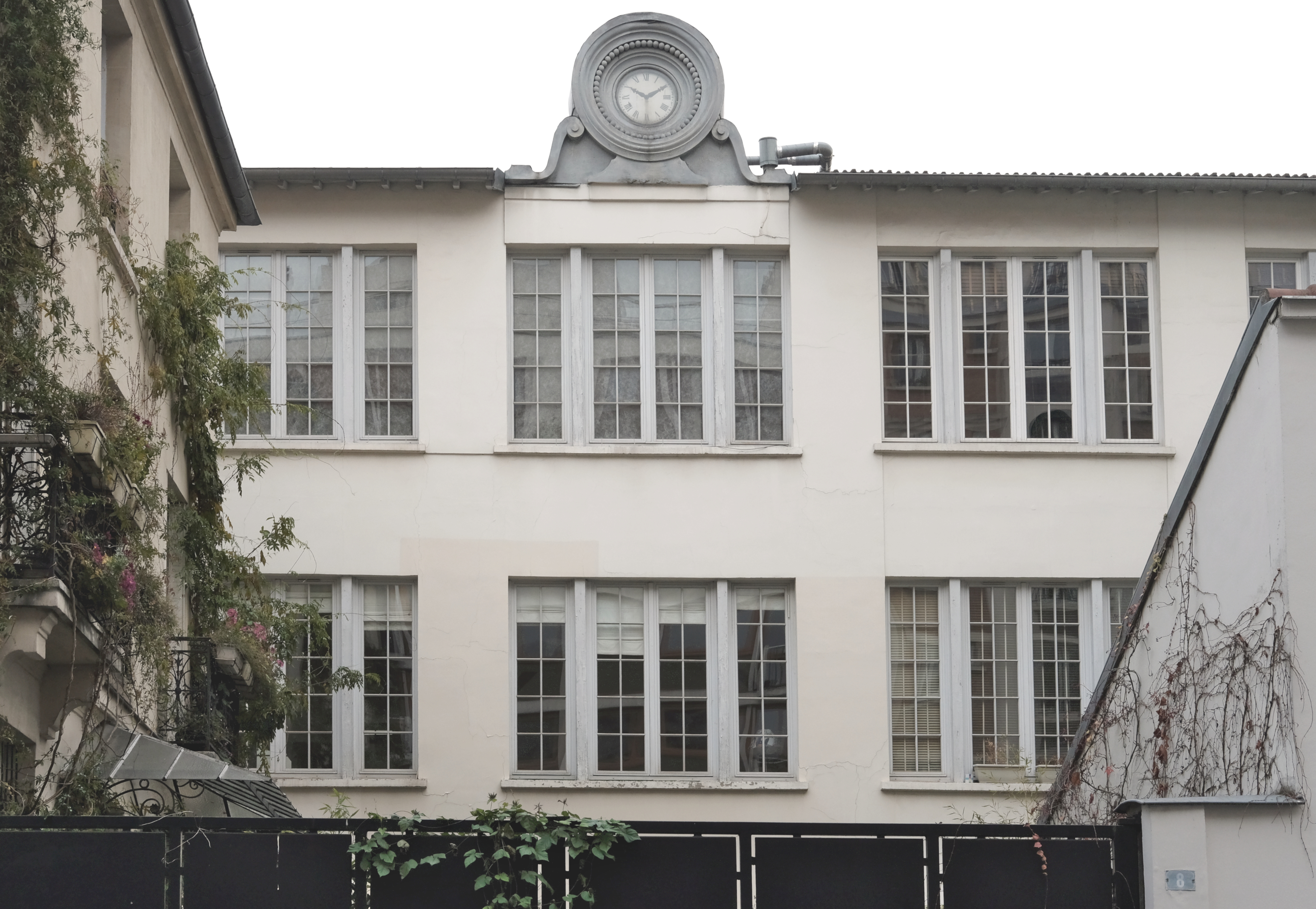
Façade du numéro 8 avec horloge murale.
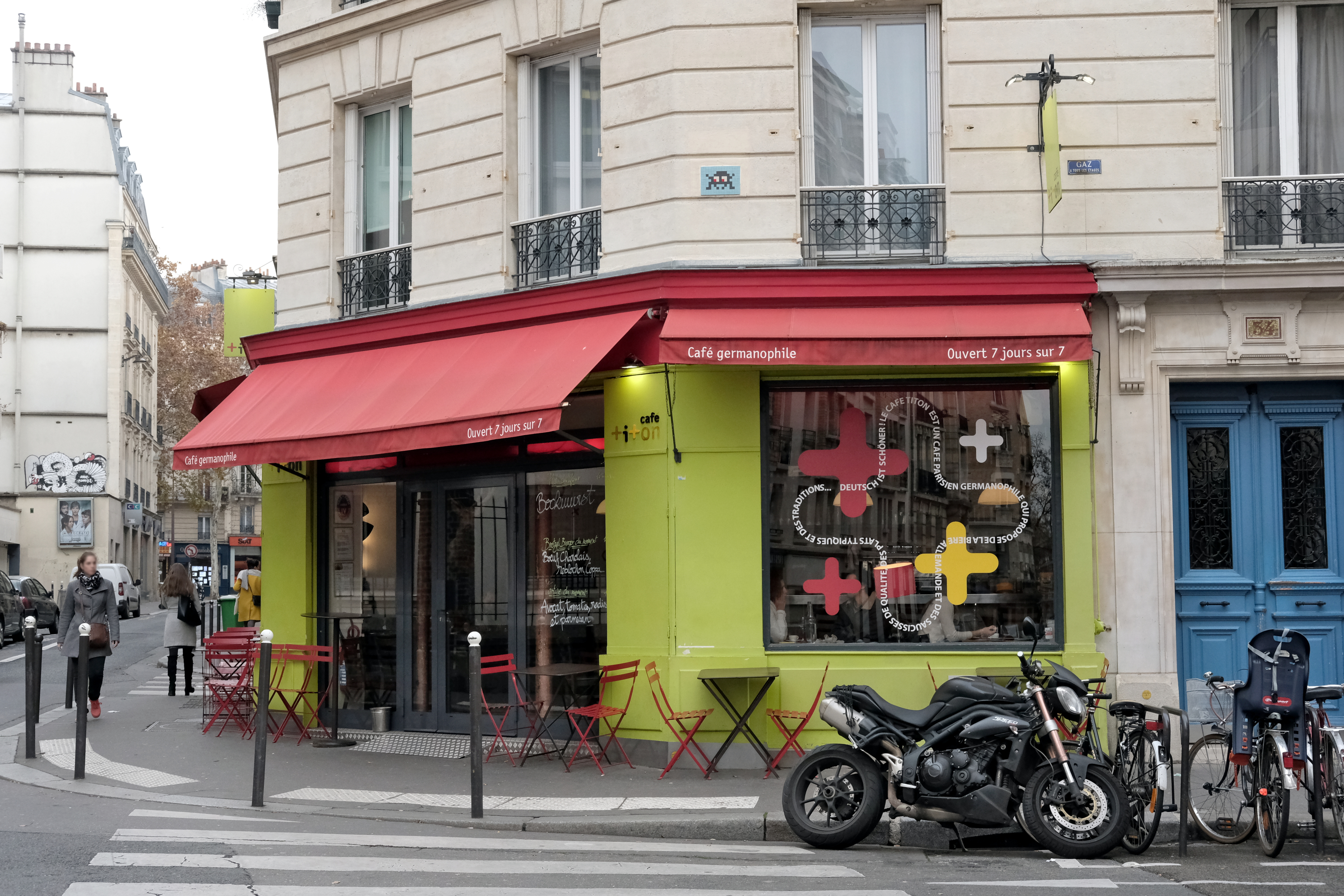
Café germanophile à l'angle de la rue Chanzy.